# Hossein Nateghi
Hossein Nateghi, né le 8 février 1987 est un coureur cycliste iranien. Il compte notamment à son palmarès deux Taftan Tour.

## Palmarès sur route

### Par années
- 2004
  -  Médaillé d'argent du contre-la-montre aux Jeux d'Asie juniors
- 2005
  -  Médaillé d'or du contre-la-montre aux Jeux d'Asie juniors
- 2006
  - 1re étape du Tour of Milad du Nour
- 2007
  - Taftan Tour
    - Classement général
    - Prologue et 2e étape

  - Prologue du Tour de Turquie
- 2008
  - 1re et 2e étapes de l'UAE International Emirates Post Tour
  - Taftan Tour :
    - Classement général
    - 1re et 2e étapes

  - 1re et 4e étapes du Tour de Thaïlande
  - 4e étape du Kerman Tour
  - 3e de l'UCI Asia Tour
- 2009
  - 6e étape du Tour de Thaïlande
  - 3e et 8e étapes du Jelajah Malaysia
  - 4e étape du Tour de Singkarak
  - 5e étape du President Tour of Iran
  - 3e étape du Tour d'Azerbaïdjan
  - 3e du championnat d'Iran sur route
- 2010
  - 1re (contre-la-montre par équipes) et 5e étapes du Kerman Tour
  - 1re étape du Milad De Nour Tour
  -  Médaillé de bronze au championnat d'Asie sur route
- 2011
  - 2e et 4e étapes du Milad De Nour Tour
- 2012
  - 2e étape du Tour de Java oriental
  - 3e étape du Tour de Brunei
- 2018
  - 2e étape du Milad De Nour Tour
- 2024
  - 3e du championnat d'Iran sur route

### Classements mondiaux
| Année           | 2006 | 2007 | 2008 | 2009 | 2010 | 2011 | 2012 | 2013 | 2014 | 2015 | 2016 | 2017 |
| --------------- | ---- | ---- | ---- | ---- | ---- | ---- | ---- | ---- | ---- | ---- | ---- | ---- |
| UCI Asia Tour   | 40e  | 18e  | 3e   | 28e  | 30e  | 48e  | 38e  | 242e | 406e | 222e | 367e | 627e |
| UCI Europe Tour |      | 782e |      |      |      |      |      |      |      |      |      |      |

## Palmarès sur piste

### Championnats d'Asie
- Bangkok 2007
  -  Médaillé d'argent de la poursuite par équipes
- Nara 2008
  -  Champion d'Asie de la poursuite
  -  Médaillé d'argent de la poursuite par équipes
- Tenggarong 2009
  -  Médaillé d'argent de la poursuite par équipes
- New Dehli 2013
  -  Médaillé d'argent du scratch

### Jeux d'Asie
- 2004
  -  Médaillé d'argent de la poursuite juniors
- 2005
  -  Médaillé de bronze de la poursuite juniors
- 2006
  -  Médaillé d'argent de la poursuite par équipes

### Championnats nationaux
- 2011
  -  Champion d'Iran de poursuite par équipes (avec Sajjad Hashemi, Hamed Jannati et Seyed Mousa Mozaffari)
- 2016
  - 3e du championnat d'Iran de poursuite
- 2017
  -  Champion d'Iran de poursuite